# SKY Perfect JSAT Corporation
A SKY Perfect JSAT Corporation é um empresa japonesa de transmissão direta de televisão via satélite e opera a SKY PerfecTV! e uma rede de satélites.

## História
Em 2 de abril de 2007, a JSAT Corporation e SKY Perfect Communications criaram a SKY Perfect JSAT Corporation, que é uma empresa holding, através de transferência de ações. A JSAT Corporation e SKY Perfect Communications tornaram-se 100% subsidiárias da holding.
Em 27 de junho de 2008, SKY Perfect JSAT Corporation mudou seu nome para SKY Perfect JSAT Holdings Inc.
Em 31 de março de 2008, a SKY Perfect JSAT Holdings Inc. adquiriu 97 por cento das ações da Space Communications Corporation (SCC), que se tornou uma subsidiária, e em 1 de outubro de 2008, adquiriu os restantes 3 por cento das ações.
No mesmo dia, houve a fusão da JSAT Corporation, SKY Perfect Communications e Space Communications Corporation, e a empresa resultante é chamado de SKY Perfect JSAT Corporation.

## Frota de satélite
Com uma frota de 18 satélites ativos, a SKY Perfect JSAT é uma operadora de satélite líder na região da Ásia-Pacífico.

### Satélites
| Satélite     | Fabricante                                   | Data do lançamento      | Veículo de lançamento | Estado                         | Nota |
| ------------ | -------------------------------------------- | ----------------------- | --------------------- | ------------------------------ | --- |
| JCSAT-4      | Space Systems/Loral                          | 17 de fevereiro de 1997 | Atlas IIAS            | Vendido                        | O satélite foi adquirido pela Intelsat em 2009, renomeado para Intelsat 26 e foi arrendado para a Turksat. |
| JCSAT-5      | Hughes                                       | 2 de dezembro de 1997   | Ariane 44P            | Ativo                          | Também conhecido por JCSAT-1B                                                                              |
| JCSAT-6      | Hughes                                       | 16 de fevereiro de 1999 | Atlas IIAS            | Ativo                          | Também conhecido por JCSAT-4A                                                                              |
| JCSAT-8      | Hughes                                       | 29 de março de 2002     | Ariane 44L            | Ativo                          | Também conhecido por JCSAT-2A                                                                              |
| JCSAT-9      | Lockheed Martin                              | 12 de abril de 2006     | Zenit-3SL             | Ativo                          | Também conhecido por JCSAT-5A e N-Star D                                                                   |
| JCSAT-10     | Lockheed Martin                              | 11 de agosto de 2006    | Ariane 5 ECA          | Ativo                          | Também conhecido por JCSAT-3A                                                                              |
| JCSAT-11     | Lockheed Martin                              | 5 de setembro de 2007   | Proton-M              | Fracassou                      | |
| JCSAT-12     | Lockheed Martin                              | 21 de agosto de 2009    | Ariane 5 ECA          | Ativo                          | Também conhecido por JCSAT-RA                                                                              |
| JCSAT-13     | Lockheed Martin                              | 15 de maio de 2012      | Ariane 5 ECA          | Ativo                          | Também conhecido por JCSAT-4B                                                                              |
| JCSAT-14     | Space Systems/Loral                          | 6 de maio de 2016       | Falcon 9 Full Thrust  | Ativo                          | Também conhecido por JCSAT-2B                                                                              |
| JCSAT-15     | Space Systems/Loral                          | 21 de dezembro de 2016  | Ariane 5 ECA          | Ativo                          | |
| JCSAT-16     | Space Systems/Loral                          | 14 de agosto de 2016    | Falcon 9 Full Thrust  | Ativo                          | |
| JCSAT-17     | Lockheed Martin                              | 18 de fevereiro de 2020 | Ariane 5 ECA+         | Ativo                          | |
| JCSAT-18     | Lockheed Martin                              | 16 de dezembro de 2019  | Falcon 9 Full Thrust  | Ativo                          | Também conhecido por Kacific 1                                                                             |
| JCSAT-85     | Orbital Sciences Corporation                 | 30 de novembro de 2009  | Zenit-3SLB            | Ativo                          | Atual Intelsat 15                                                                                          |
| JCSAT-110    | Lockheed Martin                              | 6 de outubro de 2000    | Ariane 42L            | Ativo                          | Também conhecido por Superbird 5, Superbird D e N-SAT 110                                                  |
| JCSAT-110R   | Lockheed Martin                              | 6 de agosto de 2011     | Ariane 5 ECA          | Ativo                          | Também conhecido por BSAT-3C                                                                               |
| Horizons 1   | Hughes                                       | 1 de outubro de 2003    | Zenit-3SL             | Ativo                          | Também conhecido por Galaxy 13.                                                                            |
| Horizons 2   | Orbital Sciences Corporation                 | 21 de dezembro de 2007  | Ariane 5GS            | Ativo                          | |
| Horizons 3e  | Boeing Satellite Systems                     | 25 de setembro de 2018  | Ariane 5 ECA          | Ativo                          | |
| N-Star C     | Lockheed Martin Orbital Sciences Corporation | 5 de julho de 2002      | Ariane 5G             | Ativo                          | |
| Superbird A1 | Space Systems/Loral                          | 1 de dezembro de 1992   | Ariane-42P            | Inativo desde dezembro de 2008 | |
| Superbird C  | Hughes                                       | 28 de julho de 1997     | Atlas IIAS            | Ativo                          | Também conhecido por Superbird 3                                                                           |
| Superbird B2 | Hughes                                       | 18 de fevereiro de 2000 | Ariane 44LP           | Ativo                          | Também conhecido por Superbird 4                                                                           |
| Superbird C2 | Hughes                                       | 14 de agosto de 2008    | Ariane 5 ECA          | Ativo                          | Também conhecido por Superbird 7                                                                           |
| Superbird B3 | NEC Corporation Mitsubishi Electric          | 5 de abril de 2018      | Ariane 5 ECA          | Ativo                          | Também conhecido por Superbird 8, DSN 1 e Kirameki 1                                                       |